# Paul O’Montis
Paul O’Montis (* 3. April 1894 in Budapest, Österreich-Ungarn als Paul Wendel; † 17. Juli 1940 im KZ Sachsenhausen) war ein deutscher Sänger, Parodist und Kabarettist.

## Leben und Wirken
Aufgewachsen in Hannover kam O’Montis, damals noch Paul Wendel, 1924 nach Berlin, wo er erste Theatererfahrungen auf verschiedenen Kabarettbühnen sammelte. Als er 1926 in Friedrich Hollaenders Revue Laterna Magica auftrat, wurde er erstmals von der Presse wahrgenommen. Seine erste Schallplatte erschien 1927 bei Odeon und er wurde dabei vom Geiger Dajos Béla und seinem Tanzorchester begleitet. Insgesamt realisierte er mit Odeon 70 Aufnahmen, welche aber nicht alle veröffentlicht wurden. 1929 wechselte er zur Deutschen Grammophon, wo ihn Paul Godwin mit seinem Orchester begleitete. Auch Mischa Spoliansky begleitete ihn am Flügel.
Er pflegte das mondän-karikaturistische Couplet und seine Spezialität waren Ulk- und Nonsensschlager, deren Texte sich durch ihre Wortspielereien und Zweideutigkeiten auszeichnen. Auch seine offen gelebte Homosexualität floss in manche Stücke und Interpretationen ein.
| Was hast du für Gefühle, Moritz            | 1927 | Richard Fall / Fritz Löhner-Beda                            | Odeon O-2351a  |
| In der Bar zum Krokodil                    | 1928 | Text: Fritz Löhner-Beda, Musik: Willy Engel-Berger          | Odeon O-2655   |
| Ich bin verrückt nach Hilde                | 1929 | Otto Stransky / Rebner                                      | Odeon O-11072  |
| Was kann der Sigismund dafür               | 1930 | Ralph Benatzky                                              | Odeon O-11303a |
| Wochenend und Sonnenschein                 | 1930 | Text: Charles Amberg, Musik: Milton Ager, Flügel: Hans Bund | Odeon O-11303b |
| Ramona Zündloch                            | 1930 | Erwin Reich / Frank Günther                                 | Odeon O-11330a |
| Mein Bruder macht im Tonfilm die Geräusche | 1930 | Fred Raymond, Luigi Bernauer / Charles Amberg               | Odeon O-11330b |

Der Kabarettkritiker Max Herrmann-Neiße schrieb: „Paul O’Montis hat die Technik, die banalsten Modechansons so zu bringen, dass sie auch einem anspruchsvolleren Menschen Spaß machen, weil er, über ihnen stehend, sie schon gleich launig persifliert.“ Er trat auf vielen berühmten Berliner Kabarettbühnen auf wie dem Café Meran, Boulevard-Theater, Florida, Simpl, Scala und dem Wintergarten, aber er gastierte auch im Corso-Kabarett in Hannover und im hamburgischen Trichter. Auch im Rundfunk trat er auf.
Nach der Machtergreifung der Nationalsozialisten 1933 floh er Ende des Jahres zunächst nach Wien, bestritt Auftritte in Österreich, in den Niederlanden und in der Schweiz. 1935 wurde er mit einem Auftrittsverbot in Deutschland belegt. Nach dem Anschluss Österreichs 1938 floh er nach Prag. Dort wurde er 1939 festgenommen und zuerst nach Zagreb und später nach Łódź verschleppt. Die Gründe für die Verhaftung und die weite Reise liegen im Dunkeln. Am 30. Mai 1940 wurde er als Rosa-Winkel-Häftling ins KZ Sachsenhausen eingeliefert und starb dort sechs Wochen später im Alter von 46 Jahren. Dem Bericht der Lagerleitung, der von „Freitod“ spricht, stehen anderslautende Zeugenaussagen entgegen, wonach Paul O’Montis vom Blockältesten ermordet wurde.
Sein Grab befindet sich auf dem städtischen Friedhof Altglienicke, in einer Sammelgrabstelle.